# Vasyl' Semenjuk
Vasyl' Semenjuk (Dora, 2 agosto 1949) è un arcivescovo cattolico ucraino, dal 17 ottobre 2024 arcieparca emerito di Ternopil'-Zboriv.

## Biografia

### Formazione e ministero sacerdotale
Dopo essere entrato in clandestinità nel seminario, ha ricevuto l'ordinazione presbiterale in clandestinità il 22 dicembre 1974 dal vescovo Volodymyr Sternjuk. 
Dal 1974 al 1990 è stato rettore del seminario di Ivano-Frankivs'k e successivamente del seminario teologico "Josif Slipyj" di Ternopil'. 
Nel 1993 è stato nominato protosincello dell'eparchia di Ternopil'-Zboriv.
Ha completato gli studi all'università di Lublino, conseguendo il dottorato in teologia morale.

### Ministero episcopale
Il 10 febbraio 2004 papa Giovanni Paolo II ha dato il suo assenso all'elezione come vescovo ausiliare di Ternopil'-Zboriv, assegnando anche la sede titolare di Castra Severiana. Ha ricevuto l'ordinazione episcopale il 3 aprile successivo nella cattedrale dell'Immacolata Concezione della Santa Madre di Dio di Ternopil' dal cardinale Lubomyr Husar, co-consacranti l'eparca di Ternopil'-Zboriv Mychajlo Sabryha e il vescovo titolare di Bareta Kyr Hlyb Borys Svjatoslav Lonchyna.
Il sinodo dei vescovi della Chiesa greco cattolica ucraina lo ha nominato eparca di Ternopil'-Zboriv, che è avvenuto ufficialmente il 19 ottobre 2006.
Il 21 novembre 2011 papa Benedetto XVI ha elevato l'eparchia di Ternopil'-Zboriv ad arcieparchia; pertanto Semenjuk è divenuto il primo arcieparca metropolita.
Dall'11 dicembre 2015 al 1º dicembre 2019, giorno della presa di possesso dell'eparca Ivan Kulyk, è stato amministratore apostolico di Kam"janec'-Podil's'kyj.
Il 17 ottobre 2024 papa Francesco ha accolto la sua rinuncia, presentata per raggiunti limiti di età, alla guida pastorale dell'arcieparchia di Ternopil'-Zboriv; gli è succeduto Teodor (Taras) Martynyuk, fino ad allora vescovo ausiliare delle medesima arcieparchia.

## Genealogia episcopale
La genealogia episcopale è:
- Patriarca Geremia II Tranos
- Arcivescovo Michal Rahoza
- Arcivescovo Hipacy Pociej
- Arcivescovo Iosif Rucki
- Arcivescovo Antin Selava
- Arcivescovo Havryil Kolenda
- Arcivescovo Kyprian Žochovs'kyj
- Arcivescovo Lev Zaleski
- Arcivescovo Jurij Vynnyc'kyj
- Arcivescovo Luka Lev Kiszka
- Vescovo György Bizánczy
- Vescovo Inocențiu Micu-Klein, O.S.B.M.
- Vescovo Mihály Emánuel Olsavszky, O.S.B.M.
- Vescovo Vasilije Božičković, O.S.B.M.
- Vescovo Grigore Maior, O.S.B.M.
- Vescovo Ioan Bob
- Vescovo Samuel Vulcan
- Vescovo Ioan Lemeni
- Arcivescovo Spyrydon Lytvynovyč
- Arcivescovo Josyf Sembratowicz
- Cardinale Sylwester Sembratowicz
- Arcivescovo Julian Kuiłovskyi
- Arcivescovo Andrej Szeptycki, O.S.B.M.
- Cardinale Josyp Ivanovyč Slipyj
- Cardinale Ljubomyr Huzar, M.S.U.
- Arcivescovo Vasyl' Semenjuk